# Michel Morvan (linguiste)
 (janvier 2009).
Si vous disposez d'ouvrages ou d'articles de référence ou si vous connaissez des sites web de qualité traitant du thème abordé ici, merci de compléter l'article en donnant les références utiles à sa vérifiabilité et en les liant à la section « Notes et références ».
 (juillet 2023).
Pour les articles homonymes, voir Michel Morvan.
Michel Morvan, né le 20 juin 1948 à Paris, est un linguiste et étymologiste français.
Germaniste de formation  (Paris X-Nanterre et Paris IV-Sorbonne où il passe un doctorat de troisième cycle en linguistique et phonétique), il se tourne ensuite vers la langue basque et la question de ses origines.

## Études sur les origines du basque
Il passe son doctorat d'études basques à l'université Bordeaux III en 1992 sous la direction du Pr Jean-Baptiste Orpustan (et avec Jacques Allières comme membre de jury) et publie en 1996 Les origines linguistiques du basque. Membre du Centre de recherche sur la langue et les textes basques du CNRS, il publie dans diverses revues telles que Fontes Linguae Vasconum (Pampelune), Euskera (revue de l'Académie de la langue basque), Bulletin du Musée Basque, Lapurdum, Bulletin de la Société de Linguistique de Paris, etc. 
Il se consacre ensuite pendant plusieurs années à la rédaction d'un grand dictionnaire étymologique de la langue basque : Dictionnaire étymologique de la langue basque, 2023, Internet, Lexilogos, où il argumente en faveur de la parenté du basque avec d'autres familles de langues non-indo-européennes ou pré-indo-européennes, dont les langues caucasiennes, sibériennes, dravidiennes. Le fait que le basque soit une langue isolée ne signifie pas qu'il n'a pas de liens avec d'autres langues non-indo-européennes du monde. Il soutient grâce à ses travaux que le basque est une langue proto-eurasienne. Il s'oppose fortement à ceux qui refusent toute parenté du basque avec d'autres langues eurasiennes (R.L. Trask, J.A. Lakarra) ainsi qu'à ceux qui veulent faire du basque une langue indo-européenne (G. Forni, A. Etchamendy, J. Blevins). Son dictionnaire est le plus avancé au monde à ce jour.

## Piste proto-eurasienne
Michel Morvan affirme que le basque ne serait pas une langue aussi isolée qu'on l'avait cru depuis les débuts de la linguistique basque mais appartiendrait à un très ancien macrophylum eurasien. Il s'oppose en cela à des linguistes tels que Larry Trask qui refusent toute parenté au basque, sans adhérer pour autant à la théorie dené-caucasienne de John Bengtson (en) car le basque comporte également beaucoup d'éléments de type nostratique ou eurasiatique. La parenté proto-eurasienne s'étend jusqu'au guiliak (nivx) et à l'algonquin (cf. par ex. 1ère personne singulier guiliak n'i « je, moi », algonquin ni « je, moi » et basque ni « id. »[pas clair], os « père, beau-père, oncle » et basque os- dans os-aba « oncle » (hongrois ős-apa « grand-père », mongol os « lignée agnatique ») et probablement d'autres langues amérindiennes (cf. basque khe « fumée », caucasien qhe « fumée, toux », hokan qhe « fumée », inuit eke « feu ») dont on sait qu'elles sont originaires du vieux-continent[Lequel ?] (cf. par ex. turc tepe « colline, montagne, hauteur » et amérindien vénézuélien tepuy, nahuatl tepetl « id. »[pas clair] (basque tepo > lepo), turc tüz « sel » et pame t'us « sel », proto-mongol pon « année, saison », toungouse fon et algonquin pon « année, saison » qui a conservé la structure sibérienne originelle).
Selon Michel Morvan, la langue basque serait demeurée très stable, en conservant beaucoup de termes que l'on peut encore retrouver ailleurs en Eurasie, et ferait partie d'une super-famille eurasienne pré-indo-européenne, qui inclurait aussi les langues caucasiennes et langues dravidiennes, des langues ouralo-sibériennes, les ancêtres lointains du basque étant probablement originaires d'Asie. Quelques rapprochements proposés :
- behi "vache" et behor "jument" dérivent du proto-basque *beh- "animal femelle", rapproché du  bourouchaski behé "animal femelle" (turc bej "jument") et peut-être de l'abénaki behanem "femme, femelle" (cf. abénaki gizoba "homme" et basque cison, gizon "id.", turc giz, kiz "id." ) et son antonyme ouralien *nis-, niso(n) (same/lapon) "femme". La marque proto-eurasienne pour les mâles est k ou t, et n pour les femelles (basque -k marque de 2e personne du singulier -duk mais -dun pour les femmes). Ouralien *ne "femme", hongrois nő, sumérien nu, chinois nü, nio "femme", etc. Opposition to/no en basque pour une interpellation d'homme ou de femme. La base eurasienne *ne "femme" est présente dans le basque neska "jeune femme" avec le suffixe diminutif -ska. La présence de 12 à 13% de l'haplogroupe U5 de l'ADN mitochondrial chez les Basques donne raison à Michel Morvan car cet haplogroupe U5 est très fréquent chez les peuples ouraliens[réf. nécessaire].
- Il existe parfois des séries eurasiennes remarquables comme basque habuin "écume", hongrois hab "écume", turc köpur "écume", toungouse xafun "écume", iénisséien hapur "écume", eskimo qapu(q) "écume". La base eurasienne est *kab, kap "forme convexe" (écume, bulle, etc.) ou basque oka- "vomir" et ouralo-altaïque ok-, okse-, okád (hongrois), okor (toungouse) "id.".

- hogei « vingt », base de du système numéral vigésimal du basque, s'apparenterait au proto-caucasien *HVxGV (d'après la reconstruction de Sergueï Starostin) ou à une forme ibère orkei, contredisant des théories antérieures qui en faisaient un emprunt aux langues celtiques sans qu'on puisse l'exclure complètement.
- hagin « dent » correspondrait à xagin "dent" en hunzib, langue du nord-est du Caucase. En aucun cas du roman caninu "canine" comme le prétend J.A. Lakarra. A ne pas confondre avec (h)agin "if" qui est apparenté à l'albanais et au vieux-sarde agini.
- bizar, mitxar "barbe" s'apparenterait au kartvèle bisal "barbe" et au dravidien misal "moustache"
- ile "cheveu" = dravidien ile "id.".
- guti "peu, petit" = dravidien guti, kutti "petit".
- gudu "guerre, combat" = dravidien guddu "combat".
- le nom du vin est partout en Europe issu d'un protoype *wain (grec woinos > oinos, lat. vinum, breton gwin, etc.) qui se retrouve en proto-sémitique. Le basque possède un terme complètement différent ardan- "vigne, vin, raisin" qui proviendrait d'un autre substrat, peut-être dravidien (cf. dravidien ardn "baie"?).

Michel Morvan fait d'autres liens avec des langues du nord de l'Eurasie ; il rapproche par exemple la négation basque ez [es] de l'ancienne négation mongole es, ese, le basque etxe, itxe "maison" du turc etch, itch, eche, che "intérieur, demeure, maison", eme "femelle" et son antonyme ar "mâle" des formes turques et mongoles eme "femelle" / tchouvache ar "mâle" et du nivkhe (ou guiliak) ar "mâle". Même lorsque le sens d'un mot basque est inconnu, comme par ex. narb (dans les toponymes Narp, Narbaitz, Narbarte, Narbona) il est possible, grâce à la comparaison, de proposer une parenté: ainsi un fleuve Narva coule en Estonie, une rivière Narew/Narwo en Pologne du nord-est (affluent de la Vistule), Narep en Russie,  et l'eskimo possède le terme narva "lac, lagune". Le nom de la ville de Narbonne dans le sud de la France fait partie de cette série. Par ailleurs le terme basque ur "eau" existe aussi en Occitanie (Urae Fontes dans le Gard, tout comme le basque aran "vallée" se retrouve en Catalogne (Val d'Aran) mais aussi en Provence (Val d'Aran) ou en Sardaigne) et dans les pays germaniques où des hydronymes comme Urbach sembleraient avoir été interprétés à tort comme signifiant "ruisseau des aurochs". La toponymie ou oronymie des Alpes présente également des formes à rapprocher du basque: Estergebirge massif alpin de Bavière rappelle Estérel(?) ou Esteron rivière encaissée du sud-est de la France et les Esteribar, Ezterenzubi, Ezterengibel du Pays basque.
Des mots préhistoriques résiduels fossiles peuvent selon lui être retrouvés en diachronie profonde de manière éparse, comme par ex. le dravidien guti,kuti "petit" ou l'austronésien waray guti-ay "id."[pas clair] (gam-ay dans les autres dialectes (visaya) qui correspondent au basque guti "peu, petit". Bien entendu la parenté apparaît de plus en plus diffuse au fur et à mesure que l'on s'éloigne du Pays basque, ce qui est logique. Le basque bizar, mitxar "barbe" est le même mot que le caucasien bisal « id. » et le dravidien misal. Pour Michel Morvan, il ne fait plus aucun doute que le basque est une langue proto-eurasienne. « id. ».
Plus proche en Europe (il y a des parentés proches et des parentés plus éloignées). Michel Morvan soutient le fait que la langue paléosarde est assez proche du basque comme le montrent les travaux de E. Blasco Ferrer sur la toponymie de la Sardaigne, notamment dans la région reculée de la Barbagia et de Nuoro qui a résisté plus longtemps à la romanisation. Certains mots sont même totalement identiques au basque : village d'Aritzo (basque aritz "chêne"), Bacu Anuntza "ravin des chèvres" (proto-basque *anuntz > basque ahuntz "chèvre"), Aranake (basque aran "vallée"), nuorais ospile "lieu frais"/ basque (h)ozpil "id.", gorru (en toponymie) "rouge"/ basque gorri "id.", etc. Le paléocorse présente également des formes substratiques pré-romanes : gallurais zerru "porc"/ basque zerri "id." (peut-être apparenté aussi à l'albanais substratique derr "id."?). On trouve le terme aran "vallée" également dans le sud-est de la France: Val d'Aran (Bouches-du-Rhône, Var) comme au nord-ouest de la Catalogne (tautologie par démotivation du terme le plus ancien). De même l'élément toponymique pré-occitan *kuk, suk, tuk "hauteur" (juk au Pays basque, tschugg dans les Alpes suisses) se retrouve en albanais substratique avec kuk "tête", çuk, sukë "colline", csúcs "colline" en hongrois, kukk "tête" en dravidien et kokai "hauteur" en coréen, kuki "id." en japonais (Japanese Language Through Time), tuk en aïnou.

## Mythologies et cosmogonies
Il a également effectué des recherches sur les mythes et croyances de certains peuples sibériens. Il établit une parenté entre ces derniers et certaines croyances basques encore vivaces aujourd'hui. Ainsi, en mythologie, le dragon mâle basque ( ar "mâle" > eren) Erensuge (basque suge signifie "serpent" comme siug en vieil-estonien et *suge "ver" en ouralien) serait l'équivalent du dragon mâle (är "mâle" > ären/eren) yakoute Erenkyl (kyl signifie également "serpent"). Derrière la figure mythique du Basajaun ou "seigneur de la forêt" des Basques se cache en réalité un anthropomorphisme de l'ours que l'on retrouve chez les peuples ouraliens par exemple: le vörsa-mort "homme de la forêt" chez les Zyriènes, n'ules murt "id." chez les Votiaks, le "vieux de la forêt" (et sa compagne, cp.[Quoi ?] basque Basandere) chez les Tchérémisses et les Mordves.

## Ouvrages et articles publiés
- À propos de Calpe, Ilumberri et les autres, Lapurdum I, Bayonne, 1996, p. 20-24.
- À propos du basque *(h)il, Fontes Linguae Vasconum 53, 1989-1, p. 45-48.
- À propos d'un ancien nom du vaurien en japonais, Euskera, 1991-3, 997-1000.
- Dictionnaire étymologique de la langue basque, Internet/Lexilogos, 2023.
- Erensuge, La Linguistique 23, 1987-1, p. 131-136.
- La langue basque défigurée, Lapurdum I, Bayonne, 1996, p. 223-226.
- La notion d'âge dans le terme "ami" en basque et en tcherkesse, Euskera, 1991-3, 993-995.
- La racine toponymique pré-celtique *BAR, Lapurdum I, Bayonne, 1996, p. 11-18.
- Le basque et ses origines, La Langue basque parmi les autres, Izpegi, Saint-Étienne-de-Baïgorry, 1994, p. 71-76.
- Le nom de la hache en basque, Fontes Linguae Vasconum 45, 1985-1, p. 169-173.
- Le nom de la hache en basque (suite), Fontes Linguae Vasconum 49, 1987-1, p. 11-14.
- Le pronom de troisième personne en proto-basque, fiction ou réalité?, Fontes Linguae Vasconum 46, 1985-2, p. 209-214.
- Les noms de montagnes du Pays basque, Lapurdum IV, Bayonne, 1999, p. 167-190.
- Les origines linguistiques du basque, Presses universitaires de Bordeaux, 1996  (ISBN 978-2867811821) [lire en ligne]
- Lexicografia vasca, Fontes Linguae Vasconum 52, 1988-2, p. 167-169.
- L'ibéro-basque ili-/iri "ville", La Linguistique 22, 1986, p. 137-142.
- Noms de lieux du Pays basque et de Gascogne  (2500 noms expliqués), Paris, éditions Christine Bonneton, 2004, 231 p. (ISBN 2-86253-334-3, présentation en ligne)
- Note sur l'origine du nom des Kirghizes, Fontes Linguae Vasconum 51, 1988-1, p. 17-18.
- Problèmes de substrat (suite), Lapurdum II, Bayonne, 1997, p. 23-28.
- Réflexions sur la toponymie euskaroïde pré-gauloise, Eusko Ikaskuntza, Hizkuntza eta Literatura 5, 1985, p. 13-18.
- Varia, Bulletin du Musée Basque, 121, 1988-3, p. 129-134.
- Le basque langue eurasienne, Euskera, LIII, 2008, 1, p. 85-90.

### Articles liés
- Paléolinguistique
- Proto-basque